# La nación clandestina
La nación clandestina és una pel·lícula dirigida pel director bolivià Jorge Sanjinés estrenada el 1989. La pel·lícula es basa en la transculturació del seu poble. S'entén per transculturació les permutacions, préstecs i interaccions possibles entre dues cultures, però també el vincle jeràrquic que s'estableix entre una cultura forana, invasora, conqueridora, que devora a la cultura nadiua, conquistada i dominada.
El títol La nación clandestina fa referència a la relació asimètrica entre una cultura dominant majoritària i una altra oprimida minoritària, encarnades, respectivament, en els mons urbà i rural. Dues nacions convivint simultàniament en tensió, en conflicte permanent en el mateix país. Dues nacions asimètricament vinculades i reunides a la força. Una d'elles assumeix un lloc visible, hegemònic, totalitzant i opressor. L'altra és en el seu contracara: ocupa una posició invisible, oculta, oprimida i clandestina.

## Argument
Sebastián Mamani, un pagès d'origen aimara, que havia estat expulsat de la seva comunitat, hi torna per a dansar fins a morir. La comunitat pagesa, de la qual ha estat expulsat anys enrere per haver-la traït, l'ha condemnat a l'exili sota amenaça de mort si torna a presentar-s'hi. Durant el temps que ha viscut a la ciutat, s'ha vist confrontat amb la dura realitat d'haver de viure aïllat del seu grup social. A la ciutat de La Paz era discriminat pel seu color de pell i la seva condició d'indi. En comprendre que la seva existència individual només té sentit en la convivència amb els altres, intenta reivindicar-se i aconseguir la integració encara a costa del seu sacrifici. Per tal motiu, Sebastián decideix ballar fins a morir la dansa del Tata Dansaire (mescla de diable i sant simultàniament), un antiquíssim ritu amb el qual espera reparar els danys que ha causat a la seva comunitat, i, al mateix temps, alliberar-se de la seva càrrega com a individu. El ball conclou així igual que el film amb la mort de l'executant, exhaust per l'esforç realitzat, sota una vestimenta multicolor i una pesada màscara de diable.

## Repartiment
- Reynaldo Yujra
- Delfina Mamani
- Orlando Huanca
- Roque Salgado
- Julia Baltazar
- Willy Pérez
- Percy Brun
- Víctor Condori
- Luis Severich
- Zulema Bustamante
- Juan Carlos Calcina
- Félix Quisbert
- Tatiana Mancilla
- Luis Gonzales
- Arminda Mérida
- Eduardo Martínez
- Edwin Pimell

## Premis
La pel·lícula va guanyar la Conquilla d'Or al Festival Internacional de Cinema de Sant Sebastià 1989, compartida amb Homer and Eddie, i el premi Glauber Rocha al Festival Internacional del Nou Cinema Llatinoamericà de l'Havana del 1989.